# Palatul Molina

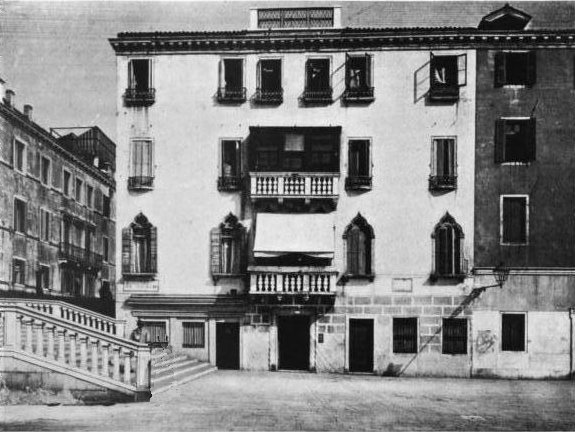
Palazzo Molina - "Casa Molina a celor două turnuri", casa lui Petrarca din Veneţia în perioada 1362-1367, cunoscută pe plan local sub numele de Ca’ Molin delle due Torri

Palatul Molina sau Palatul celor două turnuri este o casă din Veneția în care a trăit poetul Francesco Petrarca (1304-1374), cunoscută de asemenea și sub numele de "Casa Molina a celor două turnuri". Clădirea se află pe Riva degli Schiavoni, la nr. 4145. Acolo a locuit între anii 1362-1367 faimosul poet italian, împreună cu Francesca (fiica sa) și cu soțul ei Francescuolo da Brossano. 
Ideea de a trăi la Veneția i-a venit la Petrarca grație admirației profunde pe care o nutrea pentru acest oraș. El considera existența orașului ca fiind un miracol. Petrarca a avut mulți prieteni în Veneția, în special în cancelaria orașului. Un foarte special prieten venețian de rang diplomatic a fost marele cancelar Benintendi de Ravagnani. El a contribuit la înființarea Bibliotecii Sfântului Marcu din materialele provenite din biblioteca lui Petrarca, vizitele sale la Palatul Molina inspirându-i această idee.